# 經開中心廣場站
经开中心广场站是郑州地铁5号线的地铁车站，位于中华人民共和国河南省郑州市郑州经济技术开发区（行政区划属管城回族区）航海东路与经开第八大街交叉口，郑州经济技术开发区中心广场西侧，于2019年5月20日随郑州地铁5号线开通运营而启用。

## 车站结构
经开中心广场站目前启用5号线车站，主体结构位于航海东路与经开第八大街交叉路口的地下，呈东西向布置，为地下三层车站。其中B2层为站厅层，B3层为站台层。另外该站还有预留建设的11号线车站，位于5号线车站南侧的经开第八大街地下，呈南北向布置，为地下四层车站，目前为预留结构，未对外开放。5号线车站的楼层分布如下所示。
| 1F  | 地面     | 所有出入口                                               | 所有出入口                                               | 所有出入口                                               |
| B2F | 站厅     | 客服中心、自动售票机、行李检查、闸机、车站控制室、警务室 | 客服中心、自动售票机、行李检查、闸机、车站控制室、警务室 | 客服中心、自动售票机、行李检查、闸机、车站控制室、警务室 |
| B3F | █ 5号线  | 内环方向（福塔东）                                       | 内环方向（福塔东）                                       | 内环方向（福塔东）                                       |
| B3F | 岛式站台 | 卫生间                                                   | 至站厅                                                   |                                                          |
| B3F | █ 5号线  | 外环方向（经北二路）                                     | 外环方向（经北二路）                                     | 外环方向（经北二路）                                     |

### 站厅与装饰
经开中心广场站目前启用5号线车站的站厅，位于B2层，设有客服中心、自动售票机、行李检查等设施。站厅由闸机和栏杆分隔为付费区和非付费区，付费区内设有自动扶梯、步梯和无障碍电梯连接站台层。
该站5号线站厅内设有文化墙。5号线规划的18座换乘站在装修设计上分别以河南省的18个地级市的特色为主题，该站为周口特色站，5号线站厅内的文化墙以“伏羲创八卦”为主题，长21.40米，高3.05米，采用彩色玻璃结合金属等材质拼贴镶嵌的工艺手法，展现伏羲仰观天文，俯察地理，近取于身，远取于物，受龙马负图的启发，创造先天八卦的故事。

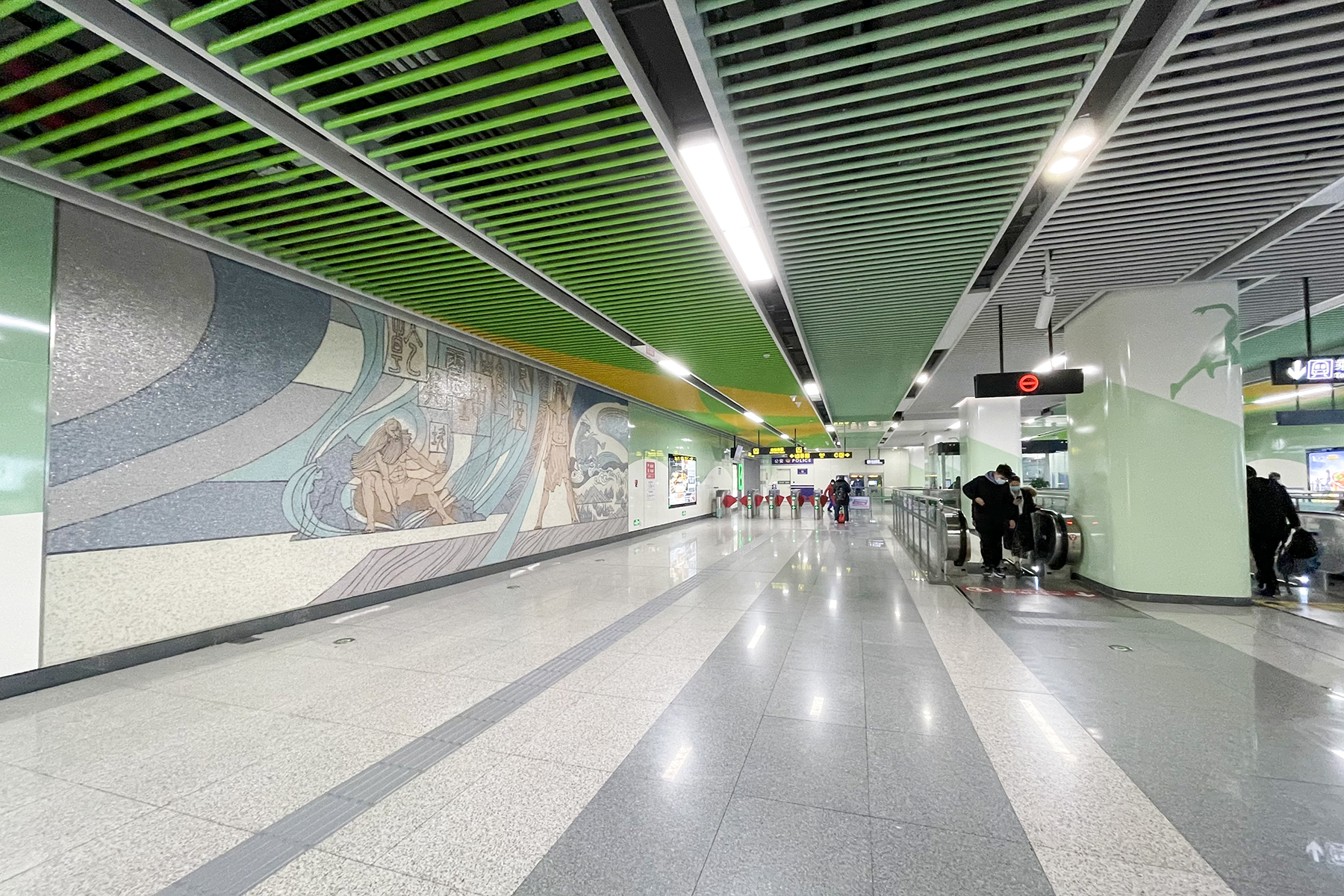
站厅内的文化墙（西半幅）
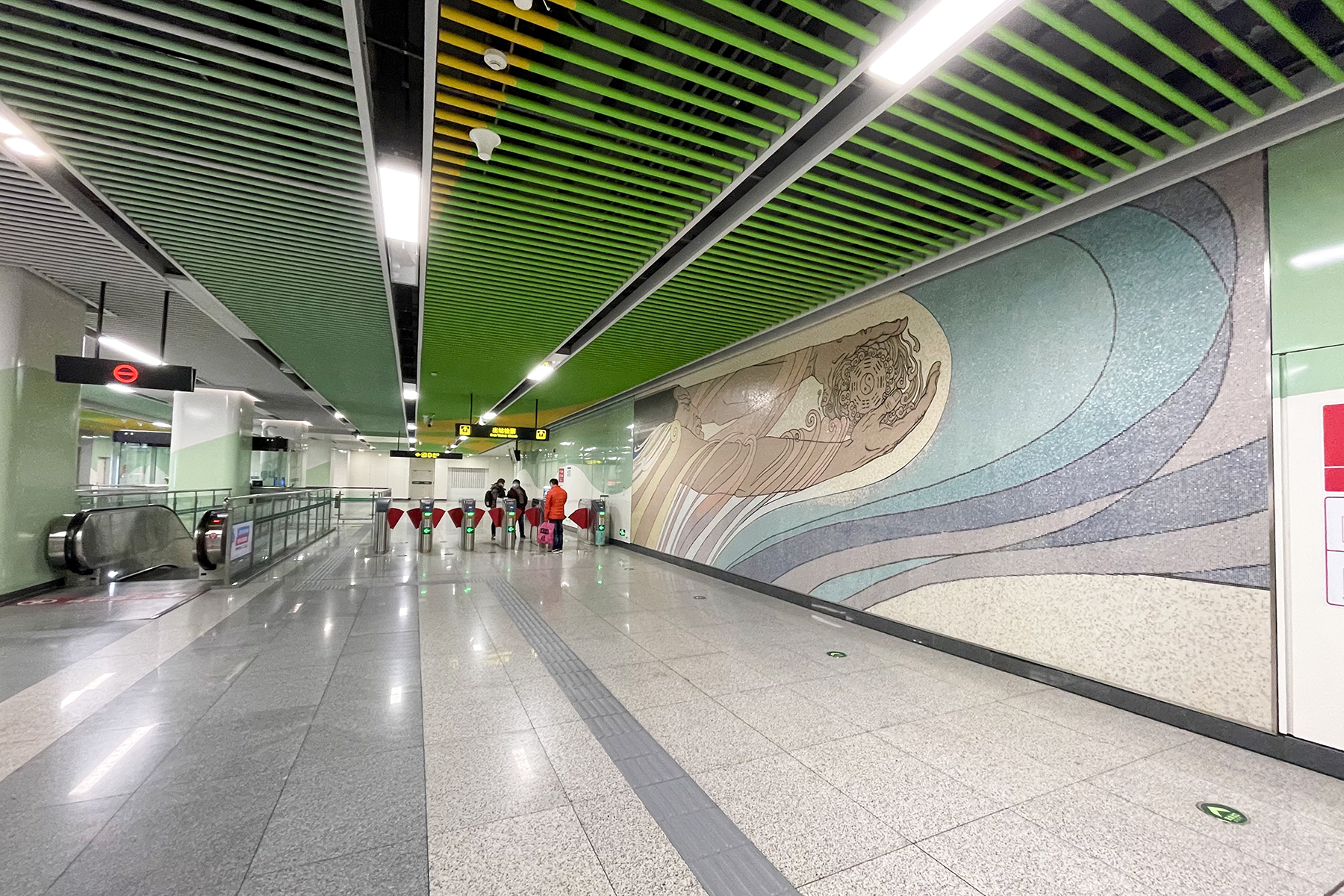
站厅内的文化墙（东半幅）

### 站台
经开中心广场站目前开放5号线车站，设一座岛式站台，位于B3层，安装有高站台门。站台呈东西向，北侧站台面由5号线内环方向的列车使用，南侧站台面由5号线外环方向的列车使用。在站台的西端设有卫生间。

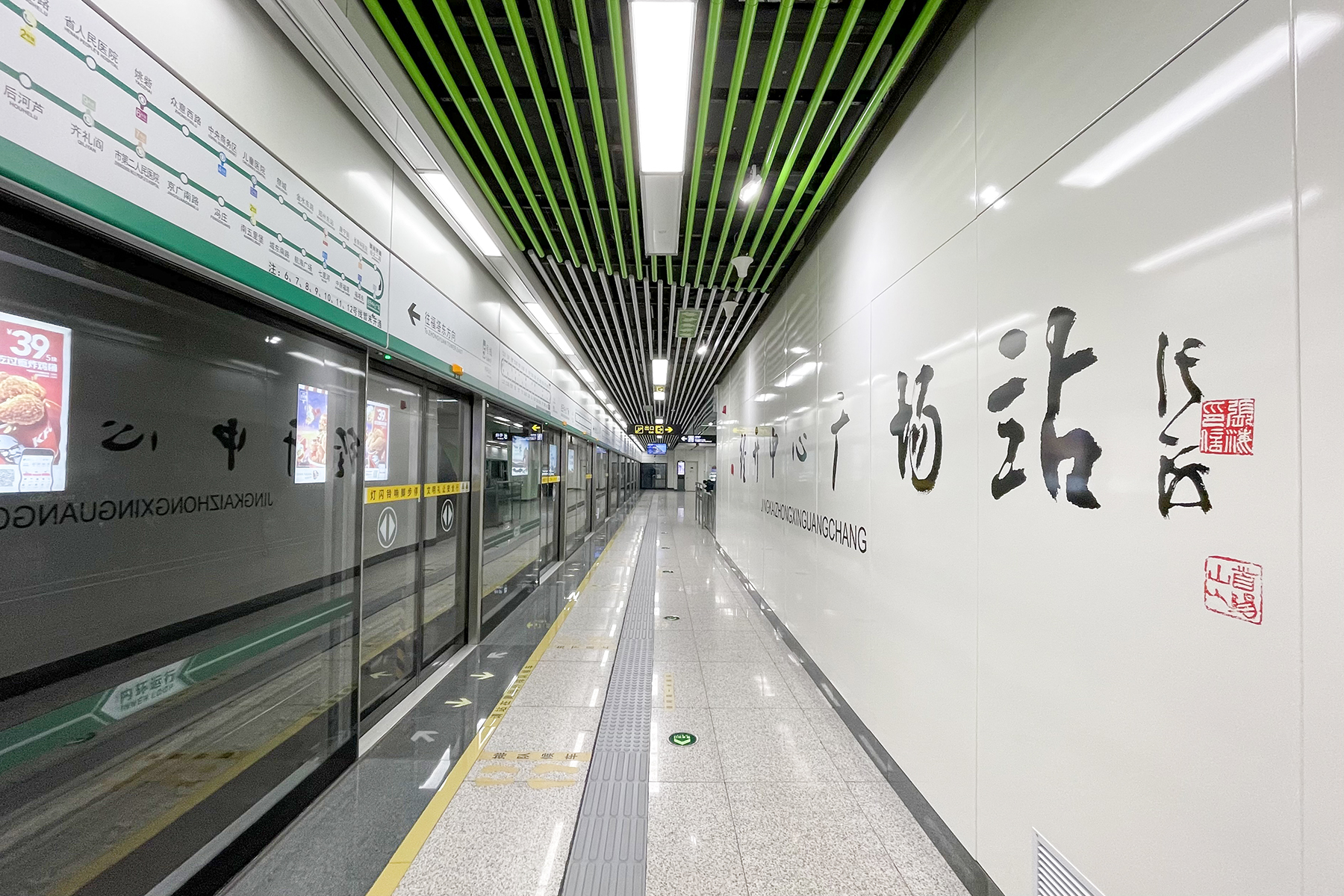
北侧站台面上的大字壁
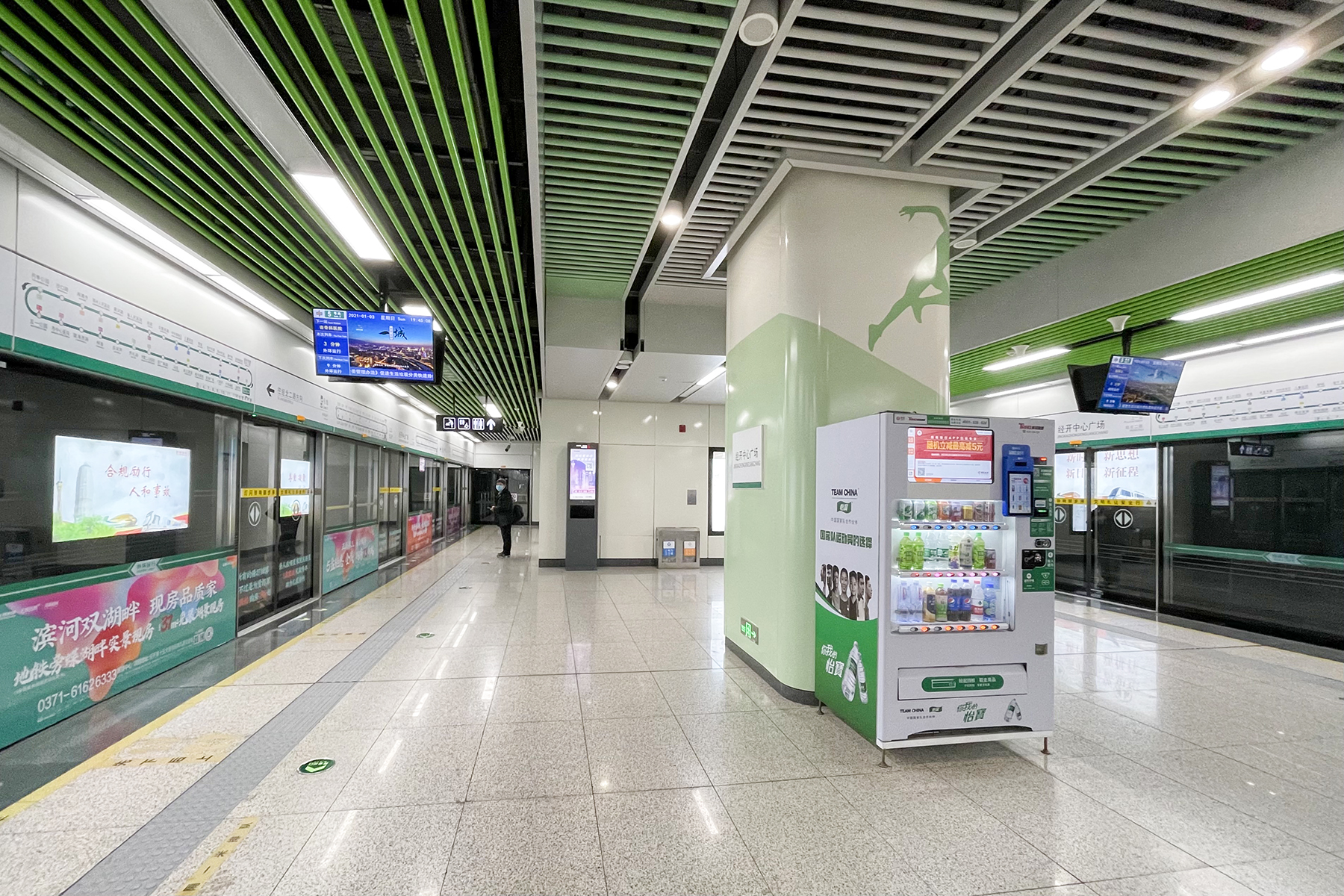
站台西端

### 出入口
经开中心广场站目前开通B、C、D三个出入口，连接地面和5号线车站站厅的非付费区。其中B口和C口分别位于航海东路的南侧和北侧，D口位于经开第八大街东侧，经开区中心广场旁，B口设有无障碍电梯。
该站已开通的各出入口信息如下表所示。
| 经开区中心广场 | 经开区中心广场     | 经开区中心广场 | 经开区中心广场 | 经开区中心广场 |
| 编号           | 路线               | 路线           | 路线           | 备注           |
| -------------- | ------------------ | -------------- | -------------- | -------------- |
| G123           | 经南五路公交站     | ⇆              | 畅和街公交站   |                |
| 168            | 航海东路公交站     | ⇆              | 耿庄社区       |                |
| B17            | 经开第八大街公交站 | ⇆              | 火车站南港湾   | 原33路         |
| Y63            | 佛岗村公交站       | ⇆              | 郑州东站       | 夜间服务       |

| 经开区中心广场 | 经开区中心广场     | 经开区中心广场 | 经开区中心广场 | 经开区中心广场 |
| 编号           | 路线               | 路线           | 路线           | 备注           |
| -------------- | ------------------ | -------------- | -------------- | -------------- |
| G123           | 经南五路公交站     | ⇆              | 畅和街公交站   |                |
| 168            | 航海东路公交站     | ⇆              | 耿庄社区       |                |
| B17            | 经开第八大街公交站 | ⇆              | 火车站南港湾   | 原33路         |
| Y63            | 佛岗村公交站       | ⇆              | 郑州东站       | 夜间服务       |

| 经开第八大街广场北路 | 经开第八大街广场北路 | 经开第八大街广场北路 | 经开第八大街广场北路 | 经开第八大街广场北路 |
| 编号                 | 路线                 | 路线                 | 路线                 | 备注                 |
| -------------------- | -------------------- | -------------------- | -------------------- | -------------------- |
| G123                 | 经南五路公交站       | ⇆                    | 畅和街公交站         |                      |
| 727                  | 金柳路公交站         | ⇆                    | 德风街站             |                      |
| Y63                  | 佛岗村公交站         | ⇆                    | 郑州东站             | 夜间服务             |

## 未来发展
该站未来规划为5号线和11号线的换乘站，惟11号线为远期规划，尚未列入近期建设计划中。